# Patricia Charbonneau
Patricia Charbonneau (* 19. April 1959 in Valley Stream auf Long Island, New York) ist eine US-amerikanische Schauspielerin.

## Biografie
Patricia Charbonneau entstammte einer Großfamilie und ist das jüngste von 10 Kindern. Ihr Vater, ein Geschäftsmann, stammte aus Frankreich und ihre Mutter war österreichischer Abstammung.
Sie begann ihre Schauspielausbildung bei Fred Karamen am Neighborhood Playhouse in New York City und bei Winn Handman am American Place Theater. Patricia Charbonneau trat bisher in über 30 Filmen und Fernsehserien auf und arbeitete bereits mit den Regisseuren und Oscar-Preisträgern  William Friedkin und Michael Mann zusammen. Sie spielte an der Seite von berühmten Darstellern wie Steve Buscemi, William Petersen, Stanley Tucci, Julie Andrews, Sam Waterston, Dianne Wiest und James Garner.
Patricia Charbonneaus Schauspielkunst erhielt Feinschliff in verschiedenen klassischen wie auch modernen amerikanischen Aufführungen in New York, Los Angeles, Europa und Australien.
Ihre Leidenschaft ist es, Kindern und Jugendlichen das Theaterspiel beizubringen, und sie unterrichtete bereits im Schulbezirk von Santa Monica, für die Kinderabteilung des amerikanischen Filminstituts und an den Addison Witt Studios in Los Angeles.

## Filmografie (Auswahl)
- 1983: MysteryDisc: Many Roads to Murder
- 1985: Desert Hearts
- 1986: Manhunter – Roter Drache
- 1988: Inferno auf Rampe 7 (Disaster at Silo 7)
- 1988: Verführung am Telefon (Call Me)
- 1989: Desperado 5: Land ohne Gesetz (Desperado: Badlands Justice)
- 1990: Brain Dead
- 1990: RoboCop 2
- 1991: K2 – Das letzte Abenteuer (K2)
- 1995: Extreme – Das Leben am Abgrund (Extreme) (TV-Serie)
- 1996: Portraits of a Killer
- 1998: Kiss the Sky
- 1999: Eine wie keine (She's All That)
- 2008: 100 Feet

## Auszeichnungen
- 1987: Nominiert als beste Darstellerin für den Independent Spirit Award in Desert Hearts (1985)